# Дуньхуан
Дуньхуа́н (кит. упр. 敦煌, пиньинь Dūnhuáng — «Сердечный, сверкающий»; уйг. دۈنخۇئاڭ‎, Дүнхуаң) — оазис и городской уезд в городском округе Цзюцюань китайской провинции Ганьсу, в древности служивший воротами в Китай на Великом шёлковом пути. Власти городского уезда размещаются в посёлке Шачжоу.

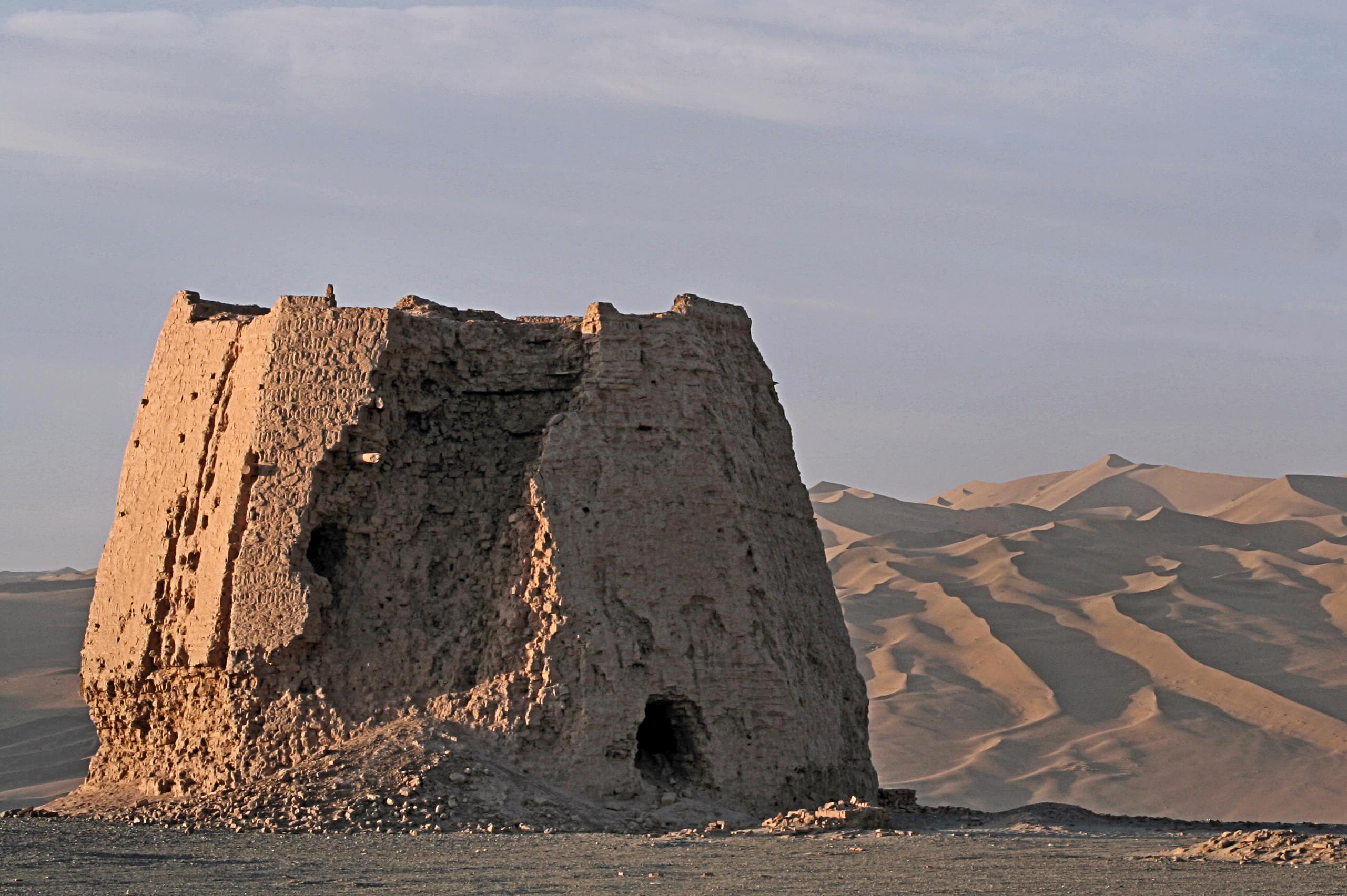
Остатки сторожевой башни эпохи империи Хань

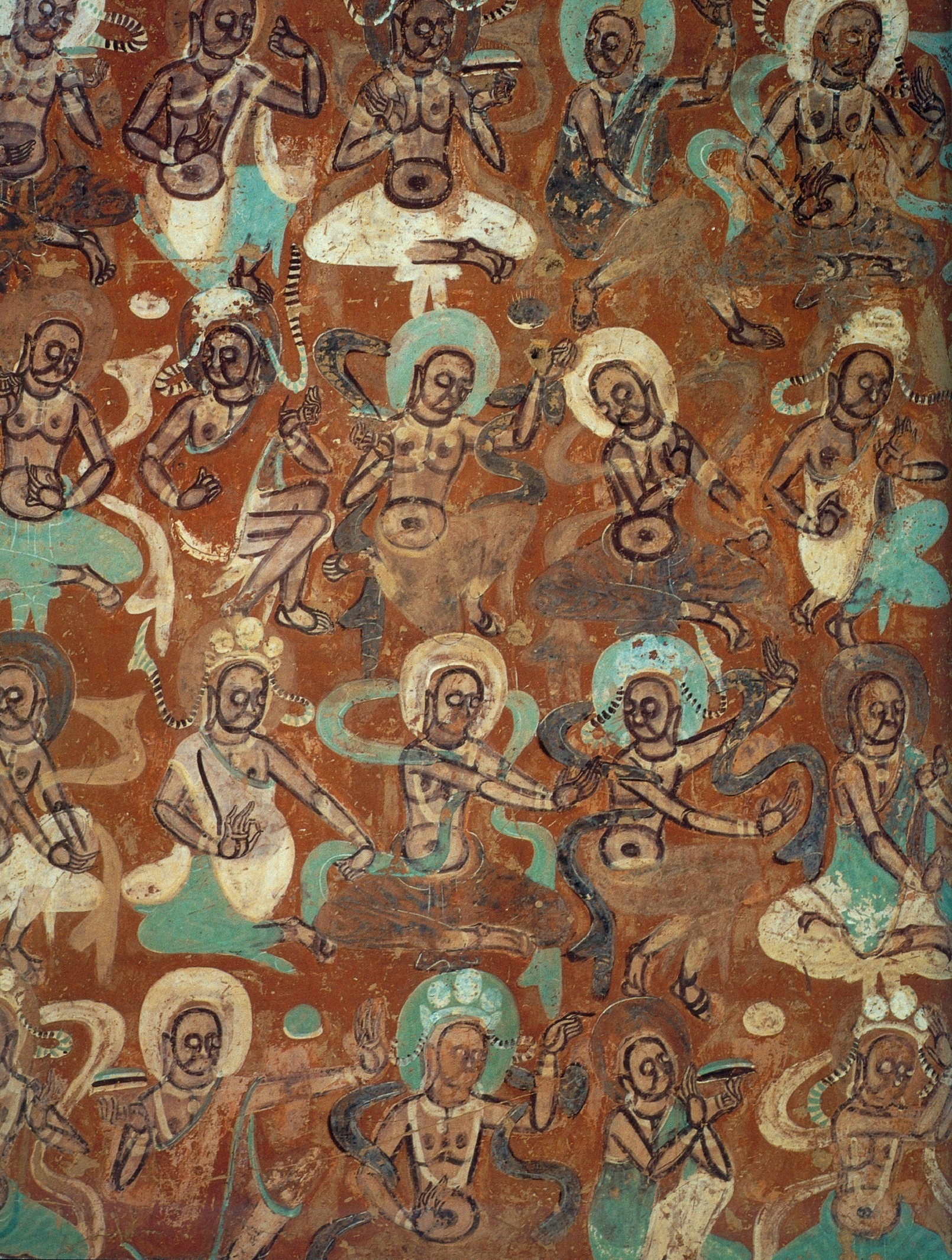
Дэвы (существа, населяющие небесные царства, но лишённые возможности переродиться в земном облике). Роспись пещеры 272, выполненная во времена государства Северная Лян (397 г.—439 г).

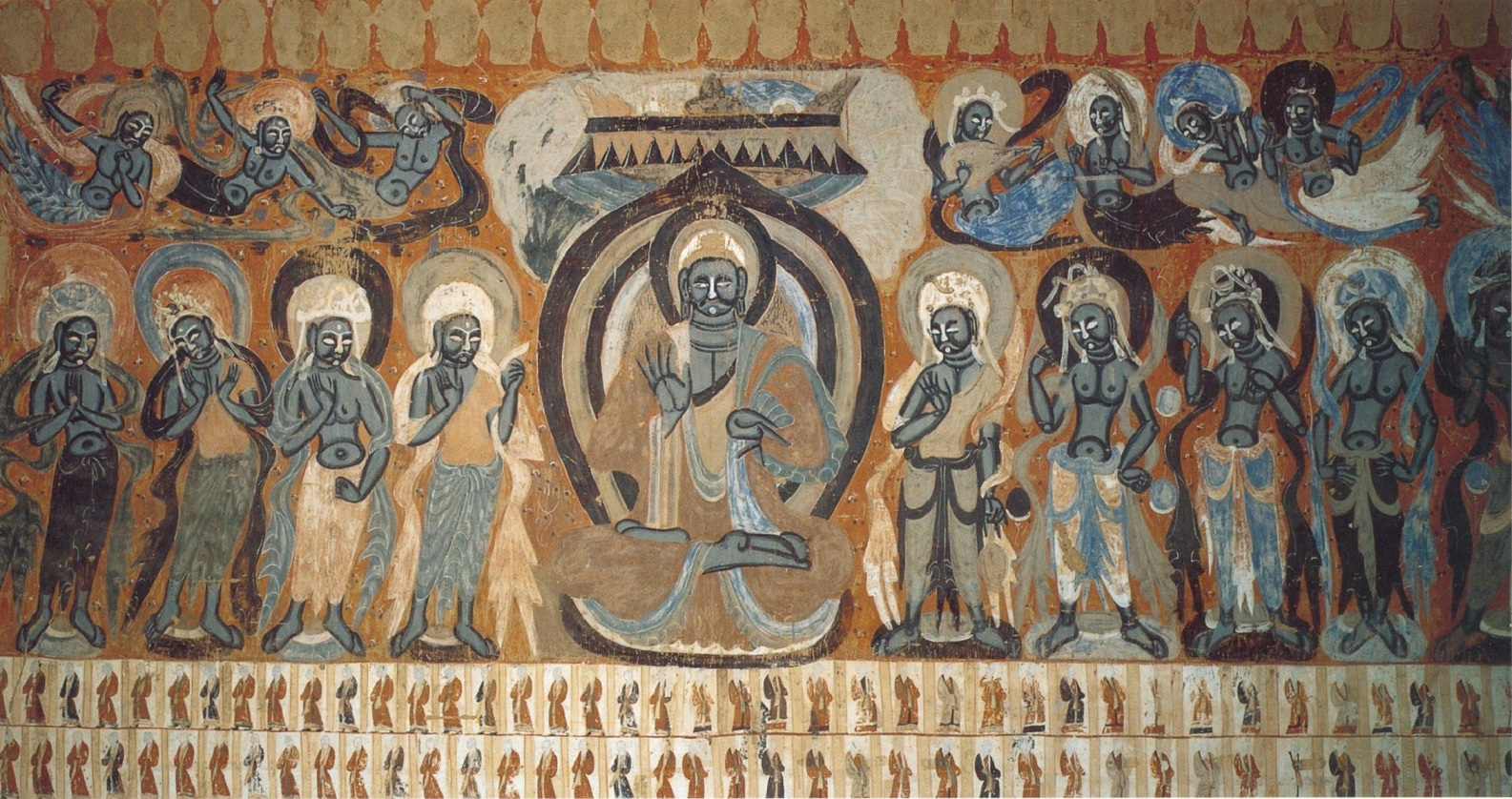
Будда в окружении бодхисаттв и летающих апсар. Дуньхуан, роспись пещеры № 428, период Северной Чжоу (557—581 г.)

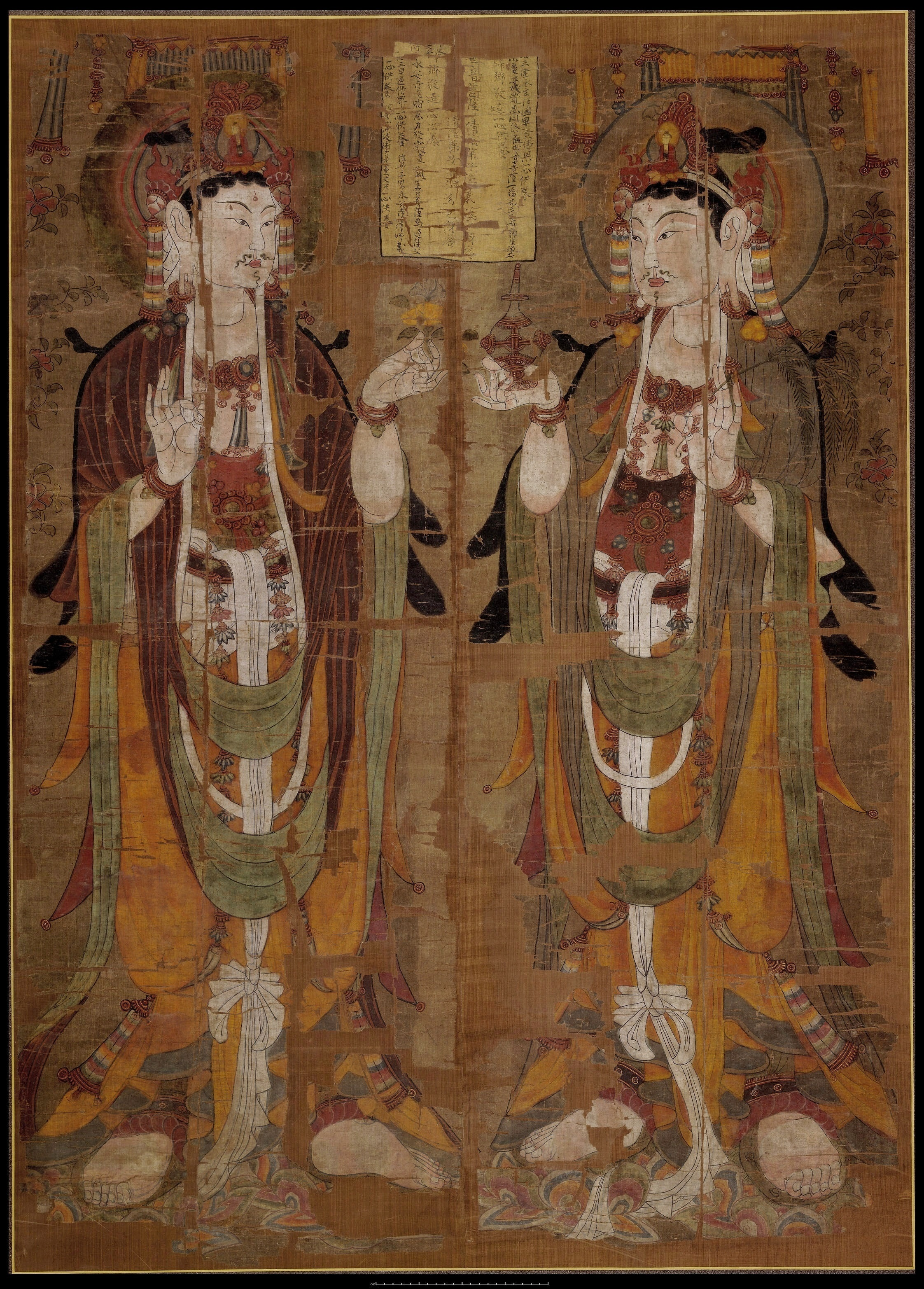
Два Авалокитешвары. Танка, найденная в Дуньхуане. Период империи Тан, сер. 9 в. н. э. Британский Музей, Лондон.

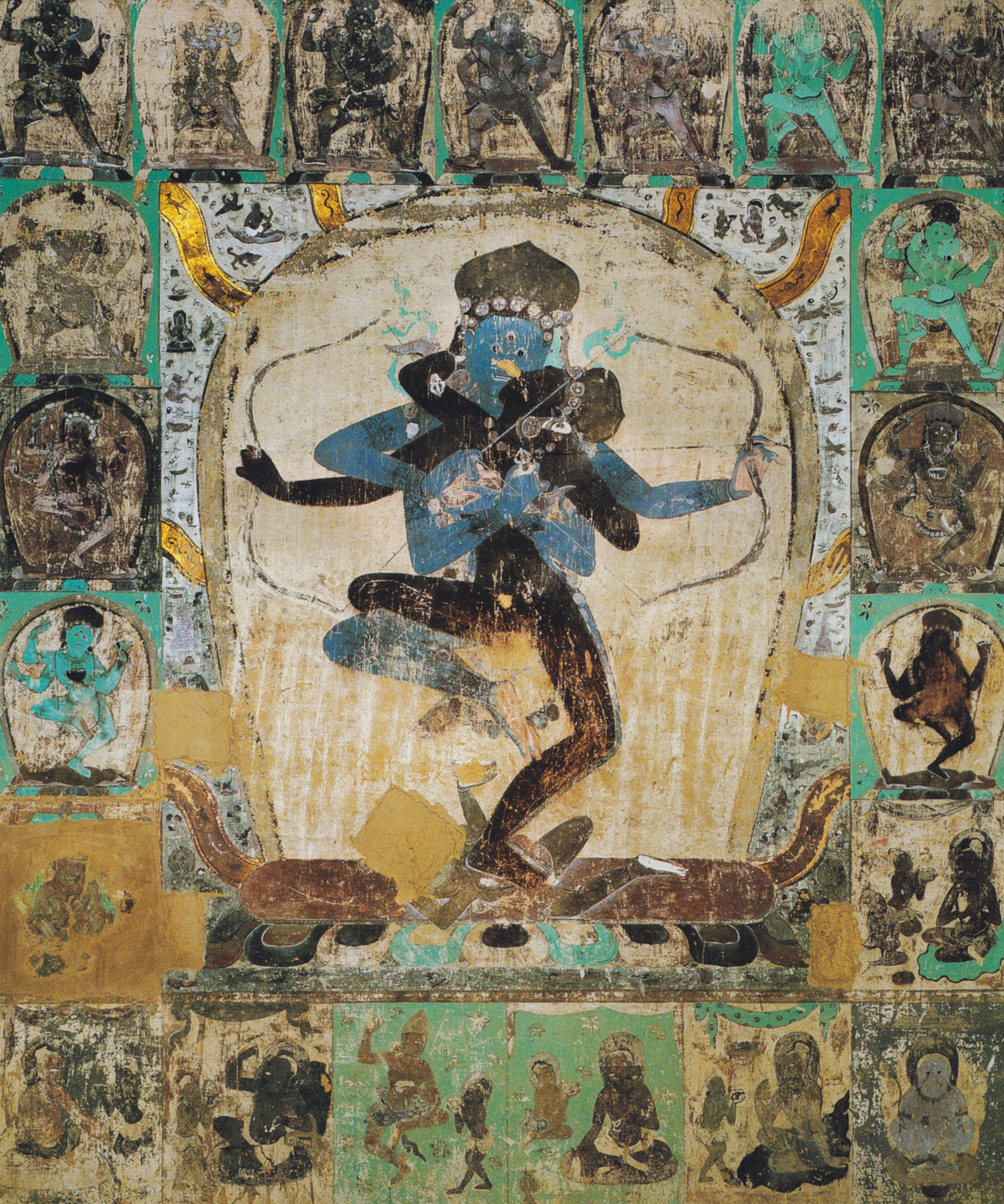
Тантрический сюжет (яб-юм) из дуньхуанской пещеры № 465. Период монгольской империи Юань (XIII в.).

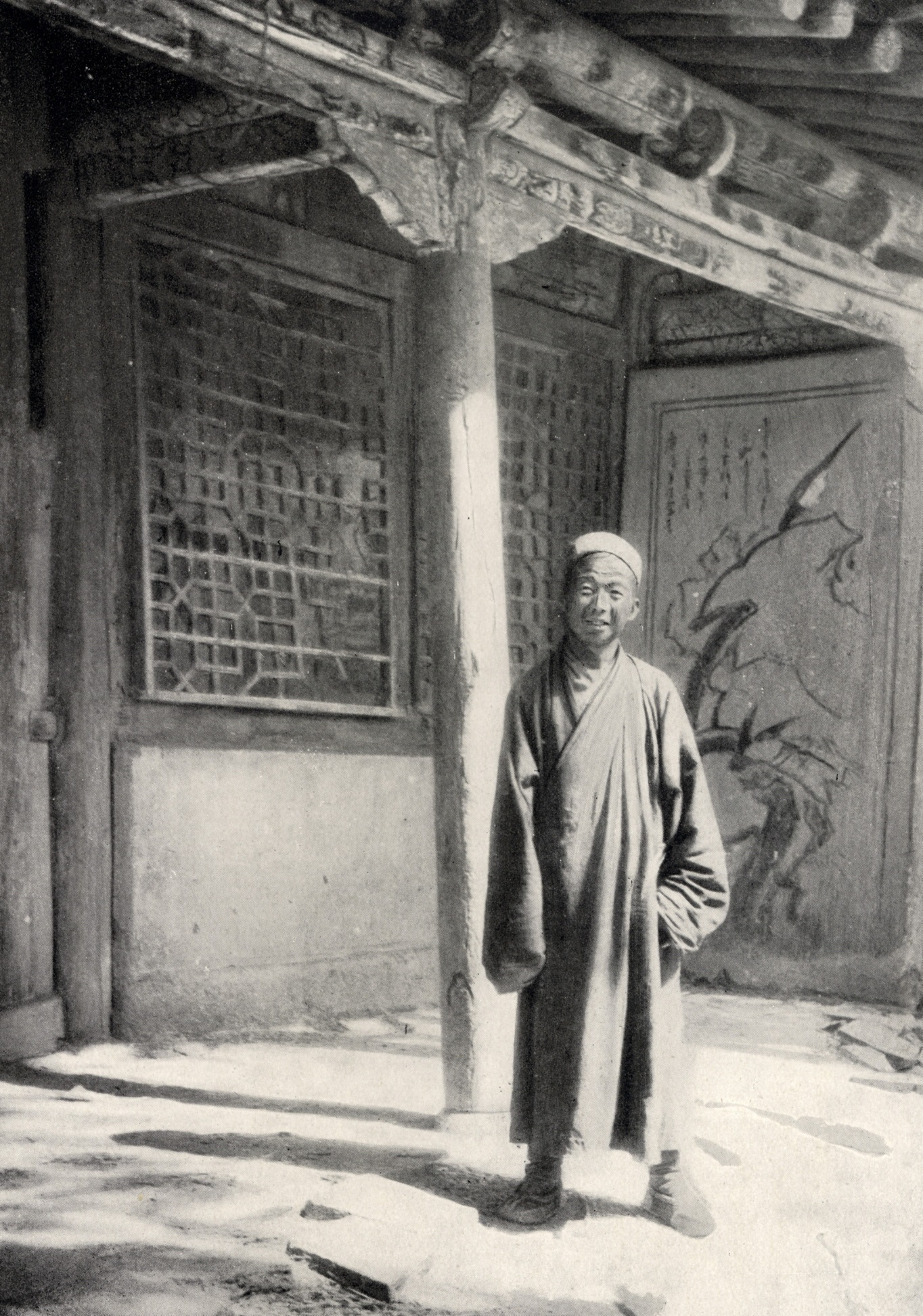
Даосский монах Ван Юаньлу, открывший Пещеру рукописей.

## История
Современный город Дуньхуан был основан лишь в 1725 году невдалеке от тех мест, где находился Дуньхуан старый. Оба они располагаются в оазисе, окружённом пустынями, который издревле был перекрёстком торговых путей и местом отдыха торговых караванов (древнейшие находки китайского шёлка в Бактрии относятся приблизительно к 1500 году до н. э.). История древнего Дуньхуана неразрывно связана с буддийским пещерным монастырём Цяньфодун (поскольку караванная торговля в то время была делом крайне опасным, возникла необходимость в святилище, в котором можно было обратиться с мольбой о защите к высшим силам). Однако поселение в этих местах возникло ещё до прихода буддизма в Китай. Оно появилось как китайский военный форпост на границе со среднеазиатскими государствами, отношения с которыми существовали с глубокой древности, так как обусловливались взаимовыгодной торговлей
В 174 году до н. э. эти места захватили сюнну, и владели ими до тех пор, пока территорией не заинтересовался ханьский Китай. В 139 году до н. э. китайский император У-ди послал на запад миссию во главе с Чжан Цянем, чтобы заручиться поддержкой западных народов в борьбе с сюнну. В итоге Чжан Цянь провёл 10 лет в плену у сюнну, и вернулся в Китай только в 126 году до н. э. с донесением о новых странах — Бактрии, Персии и Фергане. Китайцам нужен был безопасный торговый путь в эти страны, поэтому в 121 году до н. э. они изгнали племена сюнну и стали обустраивать форпост, обнесённый защитными стенами. По всей вероятности, этот первый форпост и породил название «Дуньхуан» («сверкающий»), так как огни сторожевой вышки в ночи издали были видны караванам.
Форпост начал полноценно функционировать только в 111 году до н. э., а в 88 году до н. э. был официально создан Дуньхуанский округ (敦煌郡), в который вошло 6 уездов: Дуньхуан, Минъань, Сяогу, Юаньцюань, Гуанчжи и Лунлэ. Согласно ханьским документам общая численность населения созданного округа составляла всего 38 335 человек (11 200 дворов).
В 220 году империя Хань в Китае пала, после чего в районе Дуньхуана стали возникать разные мелкие самостоятельные княжества. В 336 году Дуньхуан вошёл во владения государства Ранняя Лян, и округ Дуньхуан был преобразован в область Шачжоу (沙州). Это было время усиленного проникновения и распространения в Китае буддизма. В 366 году монах Юэцзунь выдолбил в дуньхуанской горе первую пещеру для медитаций. За ним последовал монах Фалян, выдолбивший вторую. Так было положено начало знаменитому храму «Цяньфодун» (Пещера тысячи будд). В 376 году Раннюю Лян завоевала Ранняя Цинь, и для усиления форпоста в 385 году в Дуньхуан были переселены более тысячи семей из южного Китая. Годом позже через Дуньхуан в Китай из Кучи приехал знаменитый буддийский монах Кумараджива, который был встречен с большим почётом; тем временем Ранняя Цинь начала разваливаться, и эти места оказались в составе государства Поздняя Лян. 14 лет спустя, в 400 году в Дуньхуане остановился и провёл целый месяц известный монах Фасянь, прежде чем отправиться в долгое паломничество по Индии в поисках буддийских текстов.
В 400 году Дуньхуан стал столицей государства Западная Лян, которое в 421 году было захвачено государством Северная Лян, В 439 году Северная Лян была завоёвана империей Северная Вэй, сумевшей объединить земли всего северного Китая. При этих империях продолжилось строительство храмовых пещер. Особенно приверженной буддийской мудрости была империя Северная Вэй, один из правителей которой — Юань Тайжун в 530—534 гг. отдал распоряжение о создании нового скриптория для копирования буддийских текстов и о строительстве новой храмовой пещеры (сегодня она фигурирует как пещера № 285).
В 535 году Дуньхуан стал принадлежать государству Западная Вэй, и за небольшой период его владычества в горном монастыре было выдолблено ещё 12 пещер для буддийской литургии и медитаций. С 557 по 581 год Дуньхуан находился в составе государства Северная Чжоу, правители которого сначала строили и украшали пещеры, но в дальнейшем объявили гонения на буддистов и разрушили два дуньхуанских монастыря (Цяньфодун при этом сильно не пострадал). В 581 году государство Северная Чжоу было разгромлено Вэнь-ди, правителем империи Суй, и Дуньхуан попал под юрисдикцию нового китайского государства. К 589 году Вэнь-ди захватил весь Китай, объединив страну после долгой раздробленности. Он заботился об укреплении империи и одной из важных составляющих твёрдости устоев считал усиление веры. Так в 601 году он послал буддийских монахов в тридцать китайских округов с дарами в виде благовоний и священных реликвий, одним из адресатов был Дуньхуан. В 609 году Вэнь-ди отправился в путешествие по западным землям своей империи, и Дуньхуан здесь сыграл важную роль, так как через него на аудиенцию к императору прибыли посланники 27-ми центрально-азиатских княжеств. Дуньхуан стал для Китая важными воротами, через которые в страну поступали не только разные «экзотические» товары, но и иноземная культура, частью которой были разные религии. Этим путём в Китай пришли буддизм, манихейство и несторианство.
В 618 году в Китае установилась империя Тан, во время правления которой китайские культура и искусство достигли высочайшего расцвета. Дуньхуан стал частью Танской империи в 619 году, и за время существования этого государства в горном храме было создано и украшено более сотни буддийских пещер. В 642 году была завершена первая танская пещера, построенная по указанию семейства Цуй (№ 220). За ней последовали другие, как правило, украшенные живописью и скульптурой. Среди правителей ревностной буддисткой была знаменитая императрица У Цзэтянь, узурпировавшая власть в танском Китае; по её приказу в Дуньхуане была построена большая пещера, которую украшала колоссальная статуя Будды высотой 33 метра.
К VIII веку Дуньхуан стал процветающим буддийским центром. В 758 году население уезда составляло 16 250 человек при числе дворов 4 265. Буддийская община города (сангха) разрослась до примерно 1400 человек и составляла порядка 5 % от состава населения, в то время как в остальном Китае буддийские монахи составляли 1 % населения. Это позволило некоторым современным исследователям назвать Дуньхуан «буддийской столицей того времени». Подобно тому, как это было в остальном Китае, буддистами в первую очередь становились представители зажиточной и влиятельной верхушки общества. Многие из них интересовались не только религиозно-культовой, но и философской стороной учения. По мере всё большего распространения буддизма в широких слоях населения, важную роль стали играть мирские объединения «шэ», которые основывались при буддийских монастырях (число монастырей в Дуньхуане в танское время колебалось от 16 до 18). Эти объединения брали на себя обязанность по поддержанию функционирования буддийских монастырей, обязуясь делать пожертвования, обеспечивать похороны согласно обряду, поддерживать чистоту монастырей, ремонтировать и т. д., так как всё это считалось делом в высшей мере богоугодным. Правда, стремление руководства сангхи окружить себя «армией» подчинённых мирян, вызывало беспокойство у правителей Китая (например, в 674 году вышел указ о запрете части подобных объединений).
Тем временем в Гималаях набрало силу тибетское государство, и в 760 году его армия двинулась по торговым путям на север. В 781 году тибетцы захватили Дуньхуан и правили им до 848 года. Их почти 70-летнее владычество ознаменовалось строительством более чем пятидесяти буддийских пещер в храме Цяньфодун. В 848 году местный генерал Чжан Ичао изгнал тибетцев. Он выразил подчинение Китаю, однако правил Дуньхуаном практически автономно. Такое положение продолжалось до 920 года, и за это время в храме Цяньфодун прибавилось более семидесяти пещер.
В 907 году пала империя Тан, и север Китая был быстро захвачен представителями киданьской империи Ляо, однако известия об этих переменах несколько лет не доходили до Дуньхуана. Только в 910 году местный правитель Чжан Хуайфэн узнал о произошедшем, и поспешил основать своё местное княжество, в которое вошёл Дуньхуан и окрестности. В 920 году правителем княжества стал Цао Ицзинь, семейство которого автономно правило Дуньхуаном более столетия. Это происходило потому, что когда в 960 году в Китае установилась новая всекитайская Империя Сун, границы нового китайского государства оказались далеко от Дуньхуана. За время владычества клана Цао было построено 26 новых пещер и около трёхсот восстановлено, а один из представителей клана — Цао Юаньчжун в 966 году восстановил огромную статую Будды в пещере (№ 96).
В 1006 году исламские армии, продвинувшись далеко на восток, разгромили Хотан — буддийское государство, которое было союзником дуньхуанского княжества. В связи с мусульманской угрозой в 1010 году множество манускриптов было спрятано и запечатано в одной из пещер (№ 17). В 1038 году появилось тангутское государство Западное Ся, которое, подобно Тибету, исповедовало тантрический буддизм. В 1072 году оно установило контроль над Дуньхуаном, до этого некоторое время входившим в состав уйгурского идикутства, и продолжило строительство пещер, которые оформлялись уже в тантрическом духе. Владычество Западной Ся продолжалось до тех пор, пока не набрали силу монголы. В 1227 году они разбили войска Западной Ся, после чего захватили и разрушили Дуньхуан. В течение последующих 130 лет в храме Цяньфодун было построено всего несколько пещер в тантрическом стиле.
После того, как в 1279 году в Китае окончательно утвердилась монгольская империя Юань, хан Хубилай, принявший тибетский буддизм, и понимавший важную роль торговли, восстановил Дуньхуан (1280 год). Несмотря на это, город так и не оправился; своё значение как важный пункт в торговле с западными странами он всё более терял, так как монголы имели свой собственный трансазиатский путь в Европу — через юг Сибири и южнорусские степи, и когда на китайских землях образовалась империя Мин (1368 год) Великий Шёлковый путь был официально закрыт, поскольку торговля стала осуществляться преимущественно морским путём. После этого Дуньхуан, а вслед за ним и другие оазисы, расположенные вдоль Великого Шёлкового пути, пришли в упадок. В 1404 году Китай держал там только один военный гарнизон для охраны западных рубежей — Шачжоуский караул (沙州卫). По мере ослабления минского Китая Дуньхуан вновь оказался в руках Тибета (1516 год). Все эти годы город постепенно вымирал.
В 1644 году в Китае установилась новая империя — Цин, которая распространила свою власть и на район Дуньхуана. В 1725 году вновь был создан Шачжоуский караул, который выстроил свои здания к востоку от руин старого города. В 1760 году Шачжоуский караул был преобразован в уезд Дуньхуан (敦煌县). Тем не менее, святые буддийские места всё более приходили в запустение. В 1820 году туда приехал знаменитый китайский учёный, специалист по исторической географии Сюй Сун. На установленной стеле он оставил важные сведения о деталях основания города и его истории. В 1831 году китайский учёный-чиновник Сюй Найгу написал поэму «Ода Пещерам тысячи Будд», а в 1879 году в Дуньхуан приехала первая европейская экспедиция из Австро-Венгерской империи.
Дальнейшая история Дуньхуана в основном связана с изучением его богатого литературного и художественного наследия. В 1900 году даосский монах Ван Юаньлу нашёл в пещере № 17 тайник с манускриптами (пещера получила название «Пещеры рукописей»). В 1907 году Аурель Стейн в ходе своего второго путешествия в Центральную Азию прибыл в Дуньхуан и выкупил у Ван Юаньлу 24 коробки с документами и 5 коробок с живописью на шелку, которые отправил в Британский музей. В 1908 году туда прибыл французский синолог Поль Пеллио и после просмотра оставшихся документов часть из них отправил в Национальную библиотеку Франции в Париже. В 1909 году китайские власти спохватились, и все оставшиеся документы вывезли на хранение в Пекин, поместив их в Министерстве образования, однако в 1910 году часть из них была украдена прямо из министерства. Но из-за того, что в следующем году в Китае произошла революция, кража так и не была расследована. В 1911 году японским аристократом Отани была организована экспедиция в Дуньхуан, в результате чего Япония приобрела несколько сот манускриптов. В 1914 году Аурель Стейн совершил ещё одну экспедицию, в ходе которой выкупил в Дуньхуане 600 манускриптов. В 1914—1915 годах в Дуньхуане работала русская экспедиция под руководством профессора Ольденбурга. В результате в Россию из Дуньхуана прибыли различные артефакты, снятые со стен росписи, манускрипты и живопись на шелку.
Чуть позже, в конце гражданской войны в России, в районе Могао в 1920—1921 годах оказались остатки Белой гвардии в количестве примерно 900 человек, которые использовали храмовые пещеры в качестве жилищ: об этом периоде напоминают почерневшие от кухонного чада статуи и сохранившиеся граффити на стенах. В 1939 году в Дуньхуане стояла армия Гоминьдана, в результате чего в храме Цяньфодун было повреждено множество росписей и статуй.
В 1949 году был образован Специальный район Цзюцюань (酒泉专区), и уезд Дуньхуан вошёл в его состав. В 1955 году Специальный район Цзюцюань и Специальный район Увэй были объединены в Специальный район Чжанъе (张掖专区), но в 1961 году Специальный район Цзюцюань был воссоздан. В 1970 году Специальный район Цзюцюань был переименован в Округ Цзюцюань (酒泉地区). В 1988 году уезд Дуньхуан был преобразован в городской уезд.
Постановлением Госсовета КНР от 18 июня 2002 года были расформированы округ Цзюцюань и городской уезд Цзюцюань, и образован городской округ Цзюцюань.

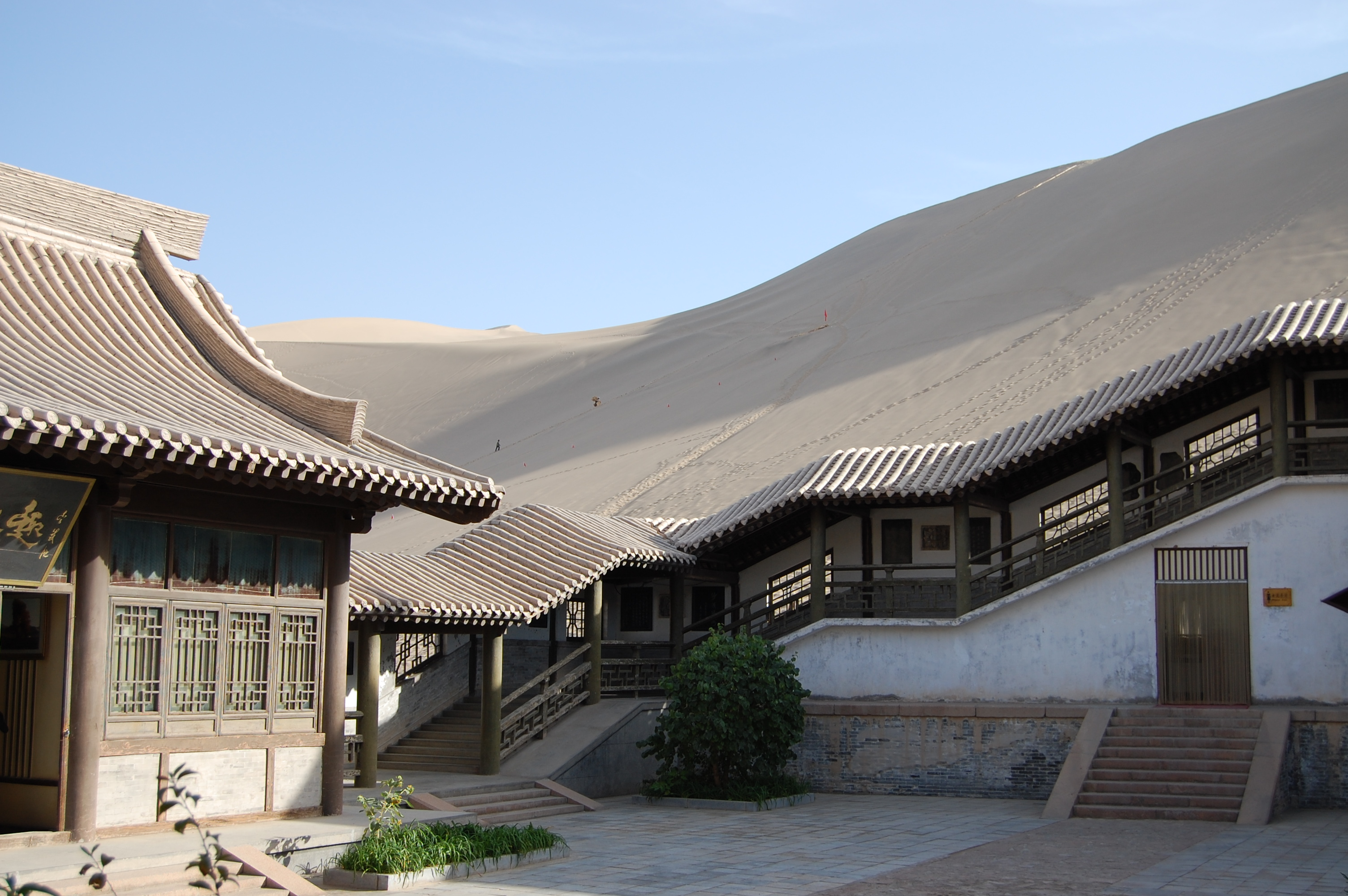
Дуньхуан

## Административное деление
Городской уезд делится на 9 посёлков.

## Экономика

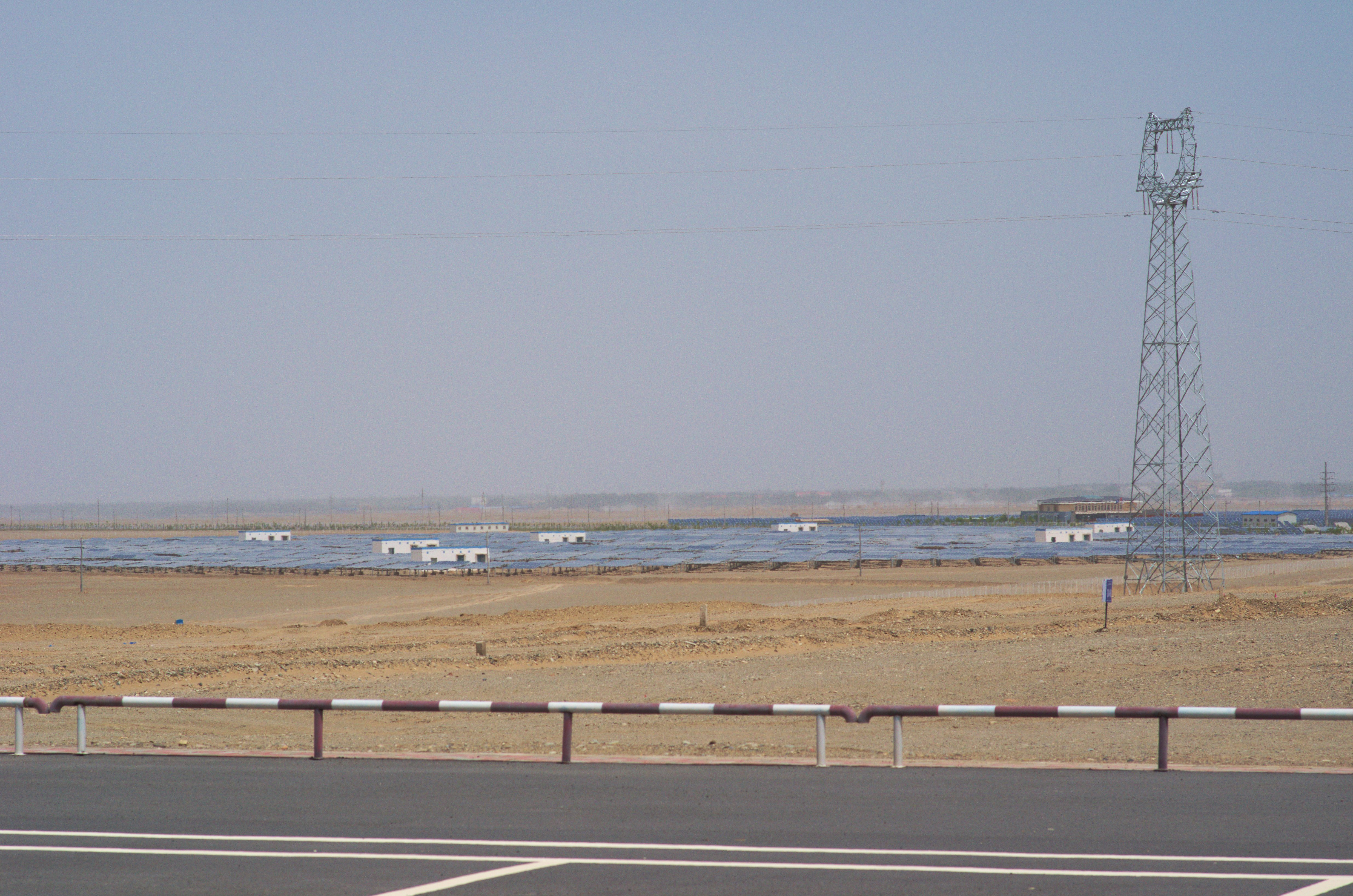
СЭС Дуньхуан

Дуньхуан славится выращиванием красных фиников и дынь. В окрестностях города построено несколько крупных солнечных электростанций.

## Транспорт
Дуньхуан расположен на трассе Годао 215 неподалёку от озера Юэяцюань.
В 2012 году было начато строительство однопутной электрифицированной железной дороги, которая соединит с городом Голмуд.

## Культурное наследие

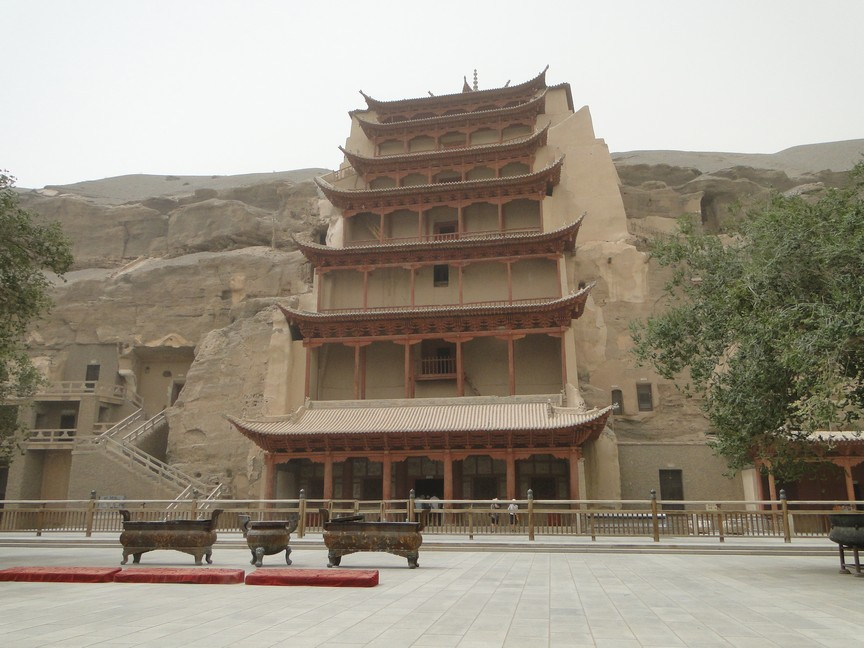
Пещерный храм Цяньфодун

С 1940-х годов началось бурное изучение наследия Дуньхуана. В 1941—1943 гг. знаменитый китайский художник и каллиграф Чжан Дацянь провёл в Дуньхуане два с половиной года. Для того, чтобы сделать копии стенных росписей храма и пронумеровать все пещеры, он пригласил в помощники тибетских монахов из Цинхая.
В 1942 году там уже работала археологическая бригада из китайского Центрального института исследований, а само место работ посетил Чан Кайши. В 1943 году Чжан Дацянь устроил выставку копий росписей Дуньхуана, которая имела широкий резонанс.
В 1944 году был основан Институт исследований Дуньхуана. В 1946 году состоялась первая научная Дуньхуанская конференция, а в Ланьчжоу прошла первая выставка дуньхуанского искусства. В том же году в Дуньхуан приехал учёный Дуань Вэньцзе, который прожил там 15 лет, изучая культурное наследие, итогом чего были его фундаментальные труды по истории и искусству Дуньхуана. В 1947 году прошла вторая Дуньхуанская конференция, а после установления коммунистической власти в Китае (1949 г.) был основан «Институт исследования культурных древностей Дуньхуана» (1951 г.).
В 1961 году Дуньхуану был придан статус «Китайской культурной сокровищницы национального значения». В 1987 году была основана «Академия Дуньхуана», а ЮНЕСКО внесла Могао в охранный список Мирового культурного наследия. В 1993 году в Дуньхуане прошла Международная конференция, посвящённая сохранению пещер Могао и других древних мест вдоль Великого шёлкового пути. В 2000 году прошла международная конференция в честь столетия со дня открытия «Пещеры рукописей».

## Достопримечательности
На территории городского уезда находится памятник Всемирного наследия — раннебуддийский пещерный монастырь Цяньфодун. В находящихся там пещерах Могао в начале XX века была обнаружена библиотека, содержащая рукописи 406—995 годов. Её открытие принесло городу всемирную славу.
Песчаные дюны пустыни Такла-Макан используются для спуска на особой доске (сэндбординг — пустынный аналог сноубординга).

## Галерея

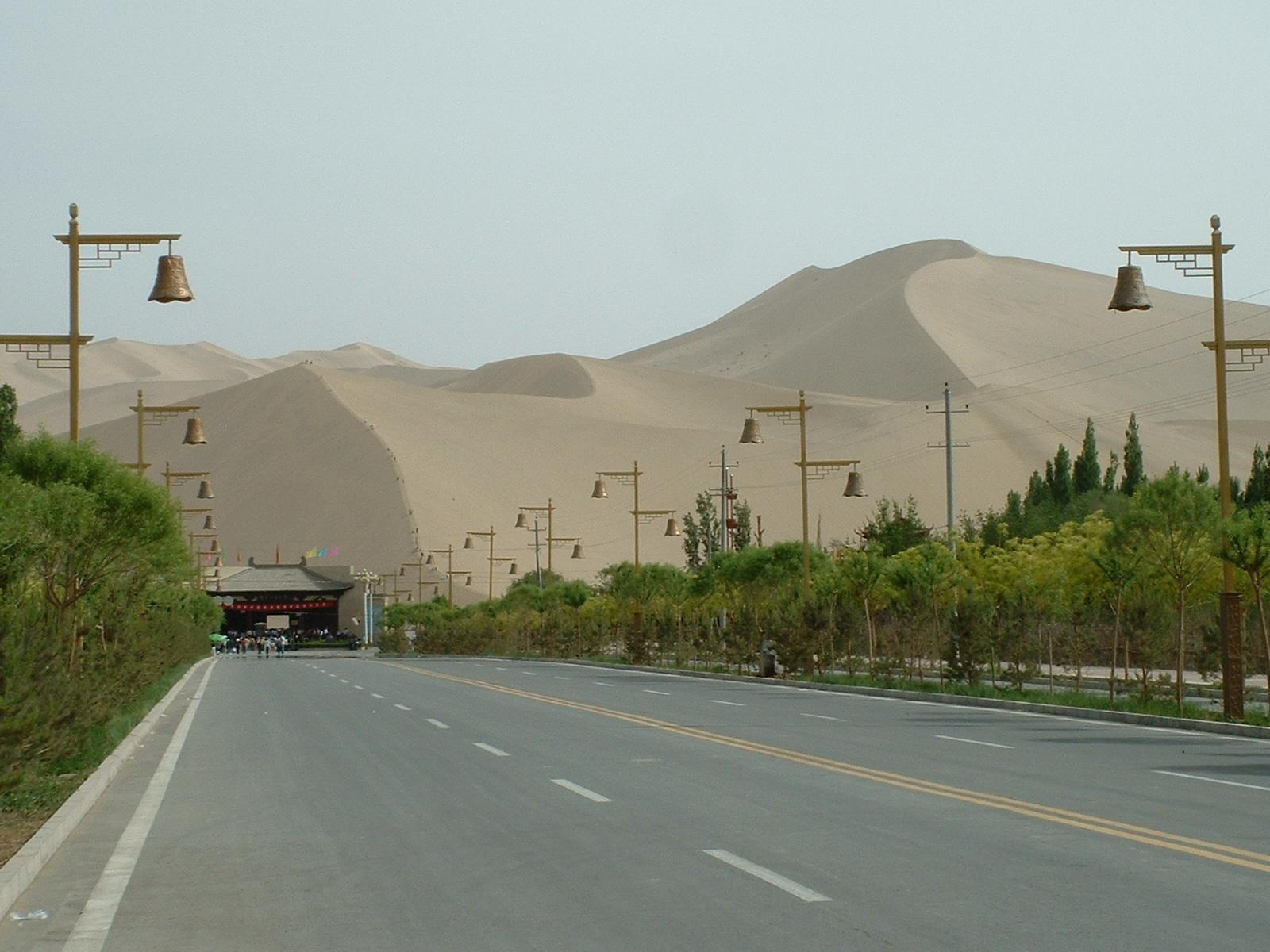
Поющие песчаные дюны на восточном краю пустыни Кумтаг около Дуньхуана
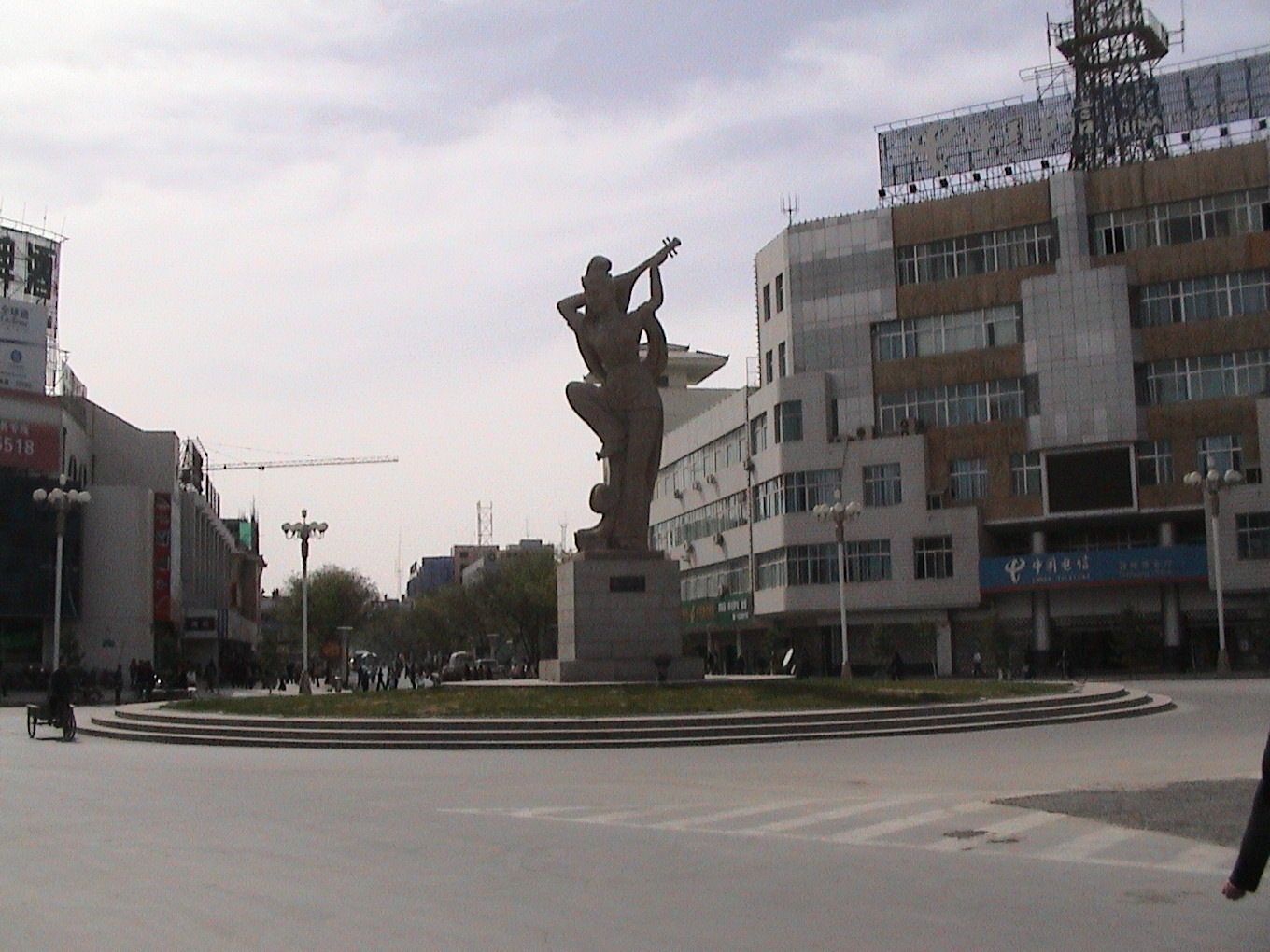
Скульптура в Дуньхуане, по мотивам фрески в пещерах Могао, изображающая апсару, которая играет на пипе, держа её за своей спиной.
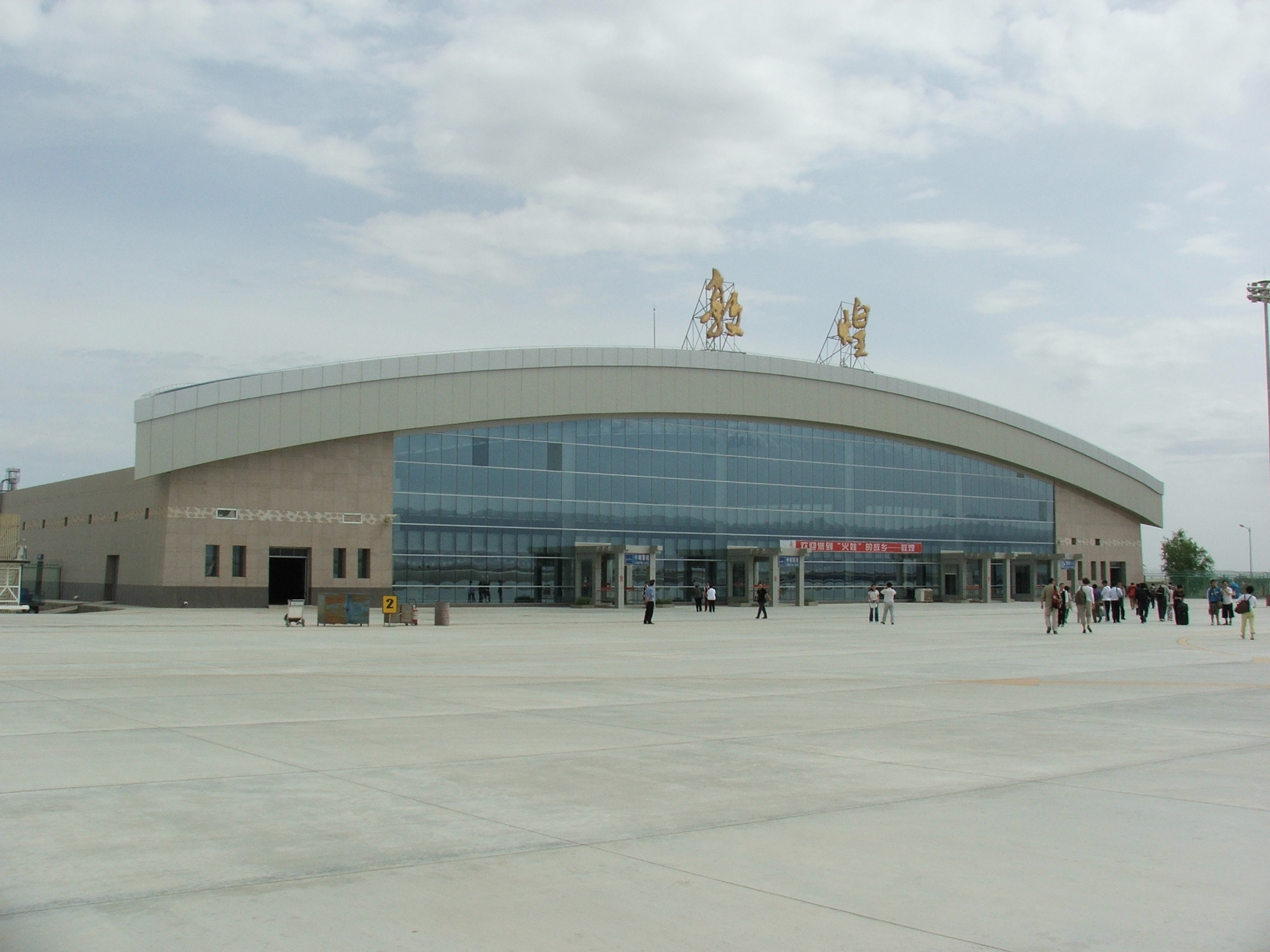
Дуньхуанский аэропорт
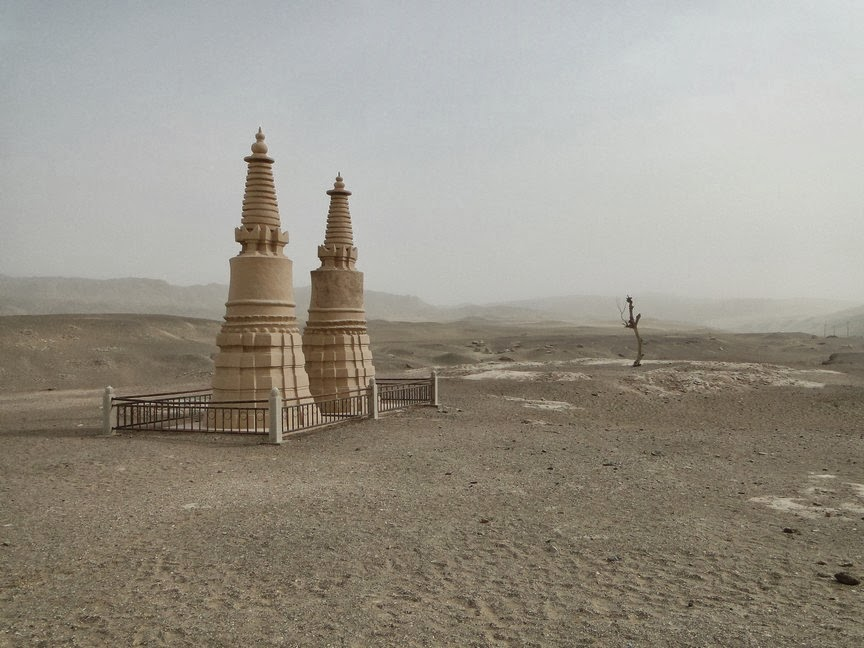
Одинокие памятники в пустыне